# NGC 2751
NGC 2751 je galaksija u zviježđu Raku.

## Vanjske poveznice
- SEDS: NGC 2751